# Klein Köln

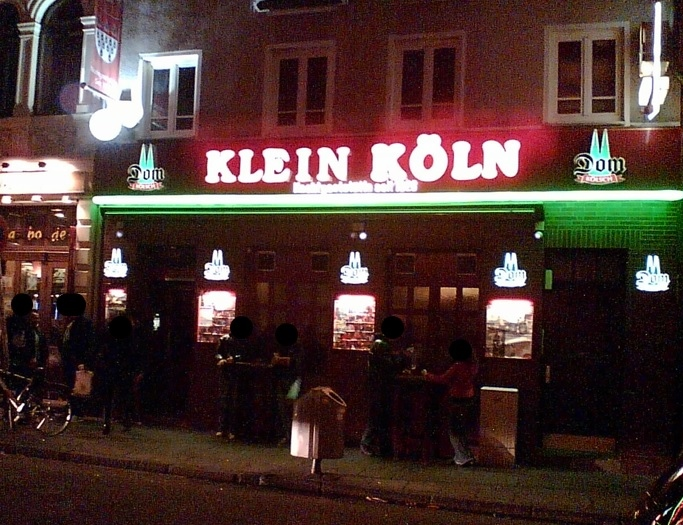
„Klein Köln“ in der Friesenstraße (Köln)

Das Klein Köln ist eine Kneipe in der Nähe des Kölner Friesenplatzes. 1926 eröffnet, erhielt sie als erste Kölner Kneipe eine Nachtlizenz. Später wurde sie zum Treffpunkt von bekannten Boxsportlern und deren Fans aus der Kölner Halbwelt. Linus Geschke nannte sie im Spiegel „die Mutter aller kölschen Milieukneipen“.
Der ehemalige Wirt Dieter Becker († 1989), wegen seiner Leibesfülle „Beckers Schmal“ genannt und selbst ehemaliger Boxer, galt als eine Art Vaterfigur für junge Zuhälter. Eine Zeit lang führte Becker den „FC Johnny“, eine Fußballmannschaft aus Kölner Zuhältern, Einbrechern und Hehlern, die gegen vergleichbar zusammengesetzte Mannschaften aus anderen Städten spielte und im Klein Köln wöchentliche Nachtsitzungen abhielt.
Zeitweise war das Klein Köln auch der Ort, an dem vor großen Boxkämpfen in den benachbarten Sartory-Sälen das offizielle Wiegen stattfand. Prominente wie René Weller, Heiner Lauterbach, Diether Krebs oder Richard Rogler zählten zu den Gästen.
Inzwischen wird die Kneipe von Heinz Rockstroh geführt. Zum Publikum gehören nach Angaben des Kölner Stadt-Anzeigers vor allem „ganz junge Nachtschwärmer und Veteranen ab 50“.